# بوتين (بلدة)
بوتين هي بلدة تقع في محافظة لوانغ نامثا في لاوس.تقع على الحدود الصينية ويتحدث سكانها اللغة الصينية بالإضافة للغتهم المحلية، في 2016 تم البدأ في إنشاء خط سكة حديد يربطها مع الصين من المتوقع إفتتاحه في 2021.